# 2850 Mozhaiskij
2850 Mozhaiskij (1978 TM7) là một tiểu hành tinh vành đai chính được phát hiện ngày 2 tháng 10 năm 1978 bởi L. Zhuravleva ở Nauchnyj.